# Generace X
Generace X je označení generace, jejíž příslušníci se narodili přibližně v rozmezí let 1965 až 1980. Označní „generace X“ se užívá v demografii, sociálních vědách, marketingu a asi nejčastěji v populární kultuře.
Lidem narozeným v Československu uprostřed generace X (v  70. letech) se přezdívá Husákovy děti.
Pro tuto generaci se používají také názvy baby busters, post boomers (po babyboomu) či generace lenochů (slackers). Označení zpopularizoval Douglas Coupland svým románem Generace X: Vyprávění pro akcelerovanou kulturu. Paradoxně popisuje generaci, která nemá různá přízviska a nálepky ráda – „říkejte nám prostě X“. Podle autora jde o novou „ztracenou“ generaci, která hledá své místo ve společnosti.
Samotný výraz „generace X“ nesou v názvu některá díla, jako je např. stejnojmenný komiks Generation X.